# Salon des artistes français

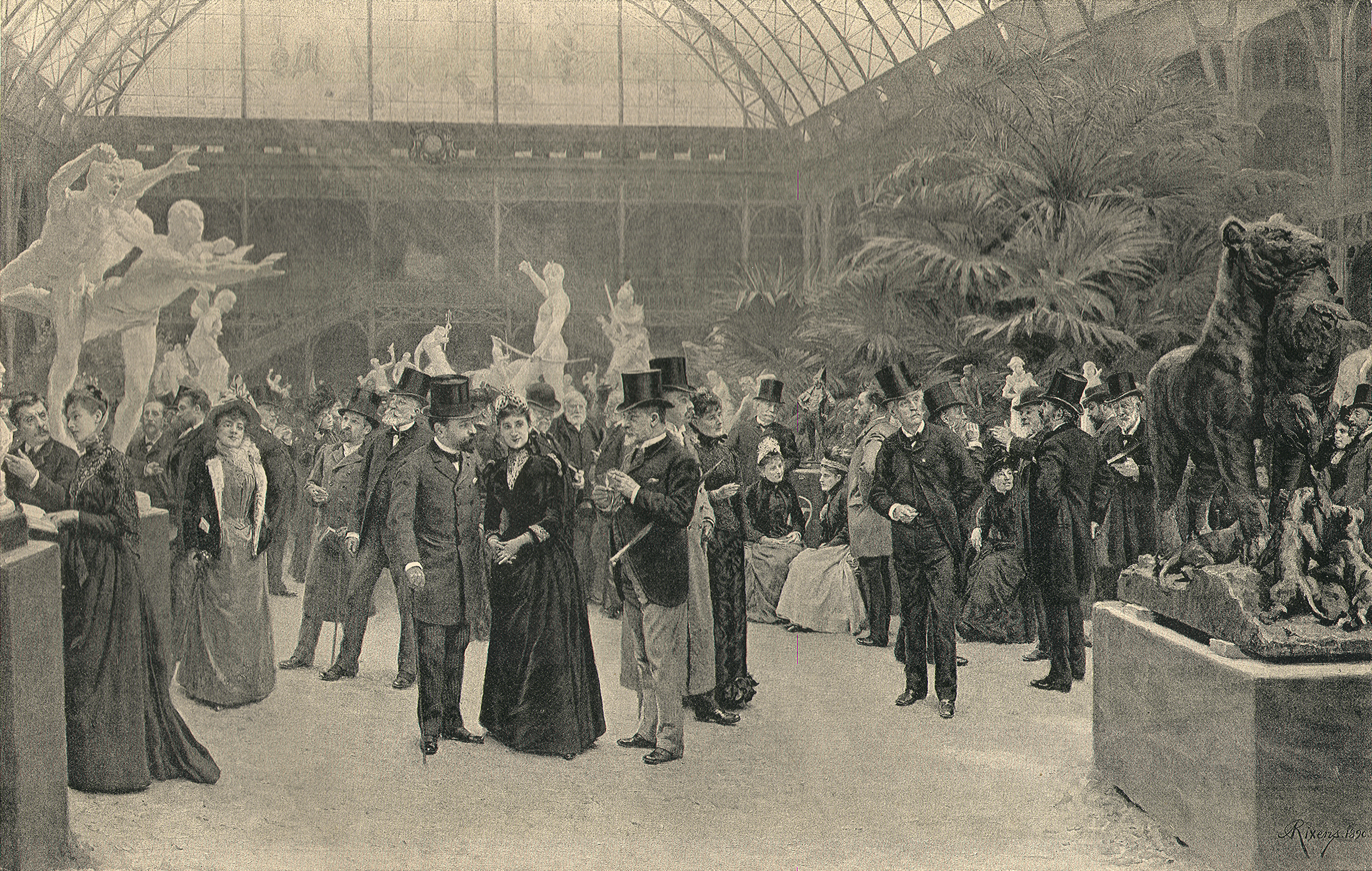
Den otevření Palais des Champs-Élysées, Jean-André Rixens, Salón Národní společnosti výtvarných umění, 1890

Salon des artistes français (česky Salón francouzských umělců) je umělecká organizace, která počínaje rokem 1667 pořádá v Paříži pravidelné výstavy umění. Mezi lety 1748 až 1890 to byla pravděpodobně největší umělecká akce v západním světě pořádaná buď každoročně či každé dva roky. V roce 1761 na Salónu vystavovalo 33 malířů, 9 sochařů a 11 rytců. Od roku 1881 pořádá Salon společnost "Société des Artistes Français".

## Vznik
V roce 1667 Académie royale de peinture et de sculpture (Královská akademie malby a sochařství založená francouzským králem Ludvíkem XIV. uspořádala první částečně veřejnou výstavu uměleckých prací nazvanou "Salon Carré". Původní zaměření Salónu bylo ukázat práce nedávných absolventů École nationale supérieure des beaux-arts (Národní vysoká škola krásných umění, do roku 1968 École des beaux-arts). Školu založil v roce 1648 francouzský ministr kardinál Mazarin. Výstava na Salonu de Paris byla pro každého umělce nezbytná pro dosažení uměleckého věhlasu ve Francii nejméně dalších 200 let. Možnost vystavovat na Salonu své práce byla znamením královského uznání.
V roce 1725 se Salón konal v paláci Louvre. Od té doby je tato přehlídka uměleckých prací známá jako "Salon" nebo Salon de Paris (Pařížský salon). V roce 1737 trvala výstava od 18. srpna 1737 do 5. září 1737, uskutečnila se v Grand Salonu v Louvru a stala se přístupnou veřejnosti. Salon se nejprve pořádal ročně, poté každé dva roky, vždy v roce s lichým letopočtem. Zahajoval vždy na svátek Sv. Ludvíka (25. srpna) a trval několik týdnů. Jakmile se stal Salon pravidelným a veřejným, nebyl jeho status už "nikdy vážně zpochybňován". V roce 1748 byla ustanovena komise sestavená z oceněných umělců a od té doby byl vliv Salonu na umění nesporný.

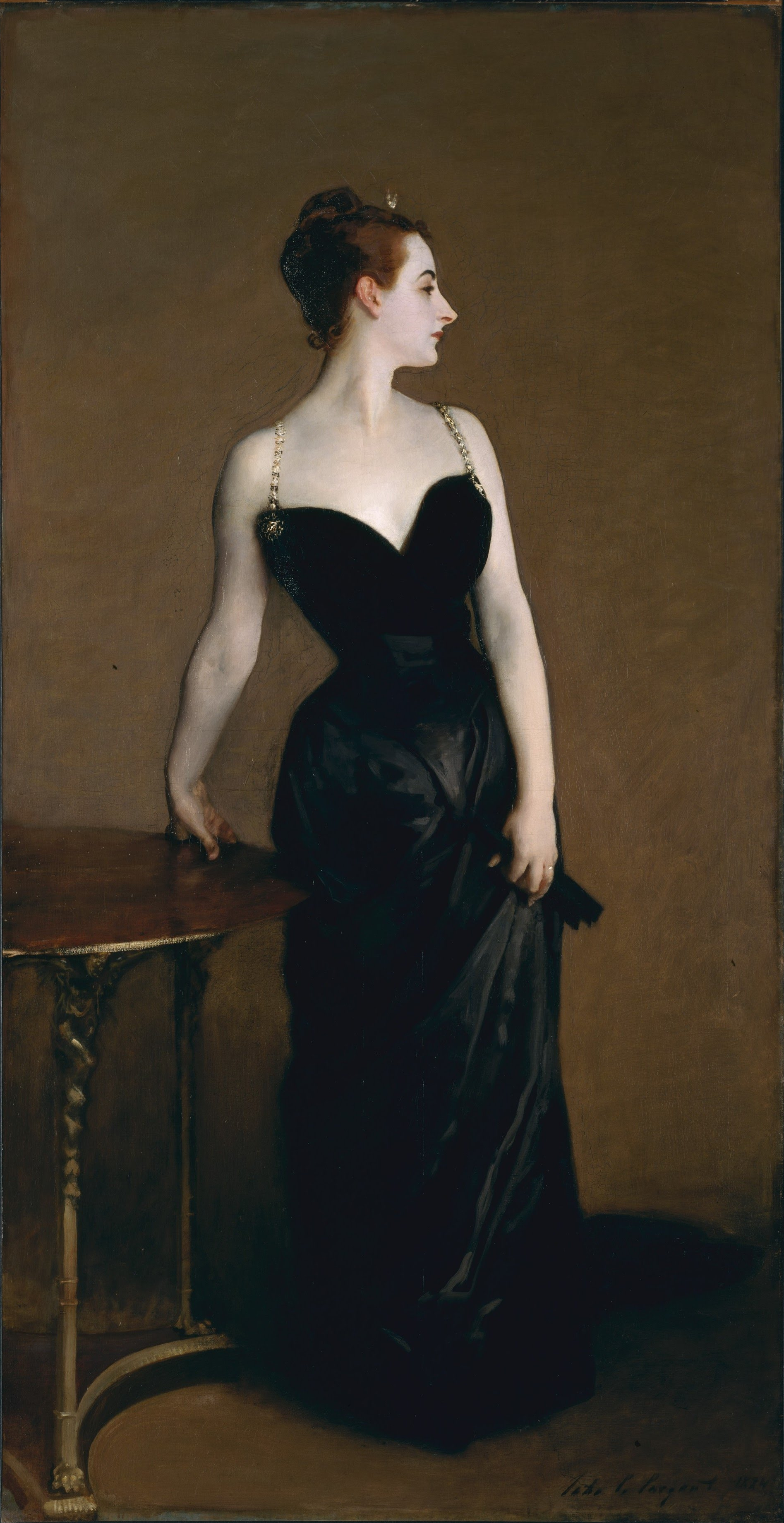
Portrét Virginie Amélie Avegno Gautreau od Johna Singera Sargenta zobrazující její výstřih vyvolal na Salonu v roce 1884 značnou kontroverzi; (olej na plátně, 209×110 cm, duben 1883)

## Roky 1748–1890
Obrazy na Salonu byly vystavovány ve všech dostupných prostorách a o umístění díla se vedly vášnivé diskuze. Obraz Pietra Antonia Martiniho View of the Salon of 1785 (Pohled na Salón v roce 1785) názorně ukazuje, jak byly prostory zaplněny. Tištěné katalogy Salonů jsou důležitými dokumenty pro historiky umění. Kritické popisy vystavených exponátů publikovaných v novinách znamenají začátek umělecké kritiky.
Francouzská revoluce otevřela Salon i pro zahraniční umělce. V 19. století vznikla idea salonu, otevřeného široké veřejnosti. Byla pořádána každoroční celostátní vládou podporovaná výstava nového malířství a sochařství, konaná ve velkých komerčních sálech. Výstavu mohl po zakoupení vstupenky navštívit kdokoli. Večer před zahájením vernisáže se stal velkou společenskou záležitostí a zároveň příležitostí pro novináře a karikaturisty jako byli Honoré Daumier, Charles Baudelaire, Denis Diderot a další, kteří psali recenze Salonu. Revoluce v roce 1848 Salon liberalizovala. Množství odmítnutých prací bylo značně sníženo. V roce 1849 byly zavedeny medaile.

## Nastupující generace
Stále konzervativnější a akademické komise nebyly nakloněny impresionistickým malířům, jejichž práce byly obvykle odmítnuty nebo špatně umístěny, pokud vůbec byly přijaty. Komise Salonu, posuzující jednotlivá díla byla proti odklonu impresionistů od tradičních malířských stylů. V roce 1857 porota Salonu odmítla neobvykle vysoký počet předložených obrazů. Vznikl rozruch, a to zejména od pravidelných vystavovatelů, kteří byli odmítnuti. Aby dokázal, že Salony jsou demokratické, Napoleon III. zavedl "Salon des refusés" (Salon odmítnutých), který vystavoval výběr z prací, které Salon tento rok odmítl. Salon des Refusés byl otevřen 17. května 1863. Toto datum je označováno jako zrození avantgardy. Impresionisté pořádali své samostatné výstavy v letech 1874, 1876, 1877, 1879, 1880, 1881, 1882 a 1886.
V roce 1881 vláda stáhla oficiální sponzorství Salonu, a zodpovědnost za organizaci dalších výstav převzala skupina umělců organizovaná v "Société des Artistes Français" (Společnost francouzských umělců).

## Secese
Akademický malíř William-Adolphe Bouguereau, vůdčí postava Société des Artistes Français, začal v prosinci 1890 propagovat myšlenku, že Salon by měl být výstavou mladých, neznámých a dosud neoceněných umělců. Ernest Meissonier, Puvis de Chavannes, Auguste Rodin a jiní tento návrh odmítli a ze Společnosti vystoupili. Vytvořili "Société Nationale des Beaux-Arts" (Národní společnost výtvarných umění) a uspořádali svou vlastní výstavu, která byla tisku označována jako "Salon du Champ de Mars" či jinak "Salon de la Société Nationale des Beaux-Arts" (Salon Národní společnosti výtvarných umění), která byla brzy také široce rozšířena. Známá je jako "Nationale". V roce 1903 v reakci na to, co mnozí umělci v té době cítili, skupina malířů a sochařů vedená Pierre-Auguste Renoirem a Auguste Rodinem uspořádala "Salon d'Automne"(Podzimní salon).

## Galerie

Ukázka obrazů salonu
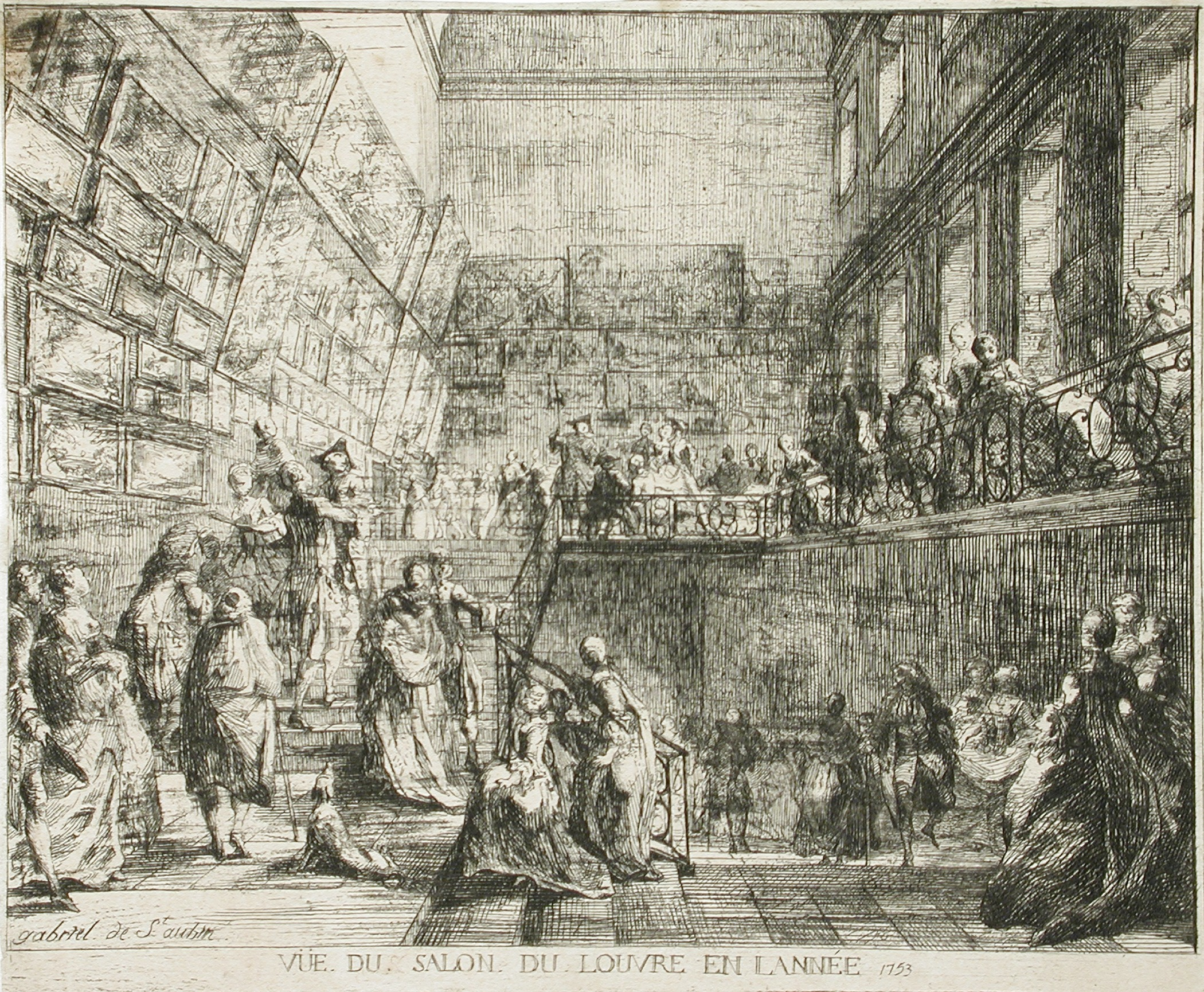
Gabriel de Saint-Aubin, Pohled na Salon, 1753
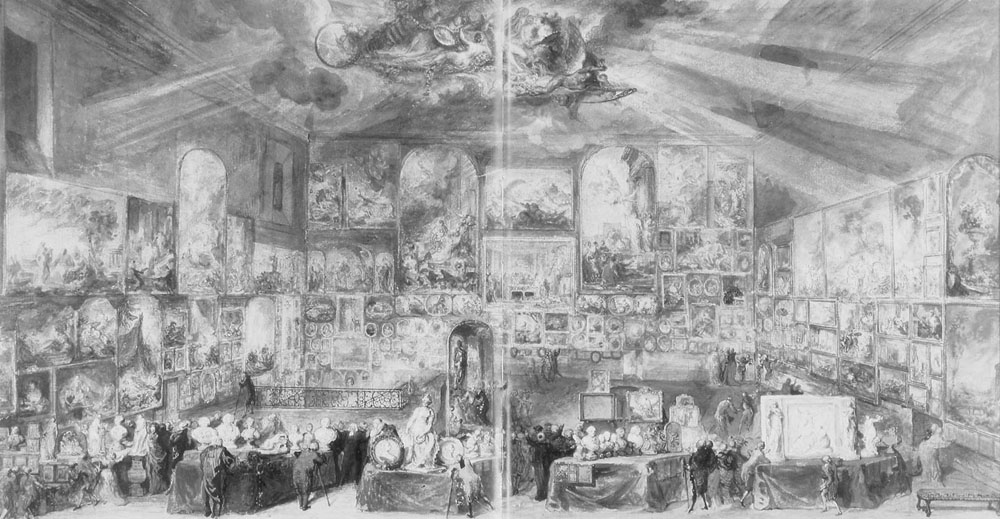
Gabriel de Saint-Aubin, Salon Carée (Salon de Paris), 1767
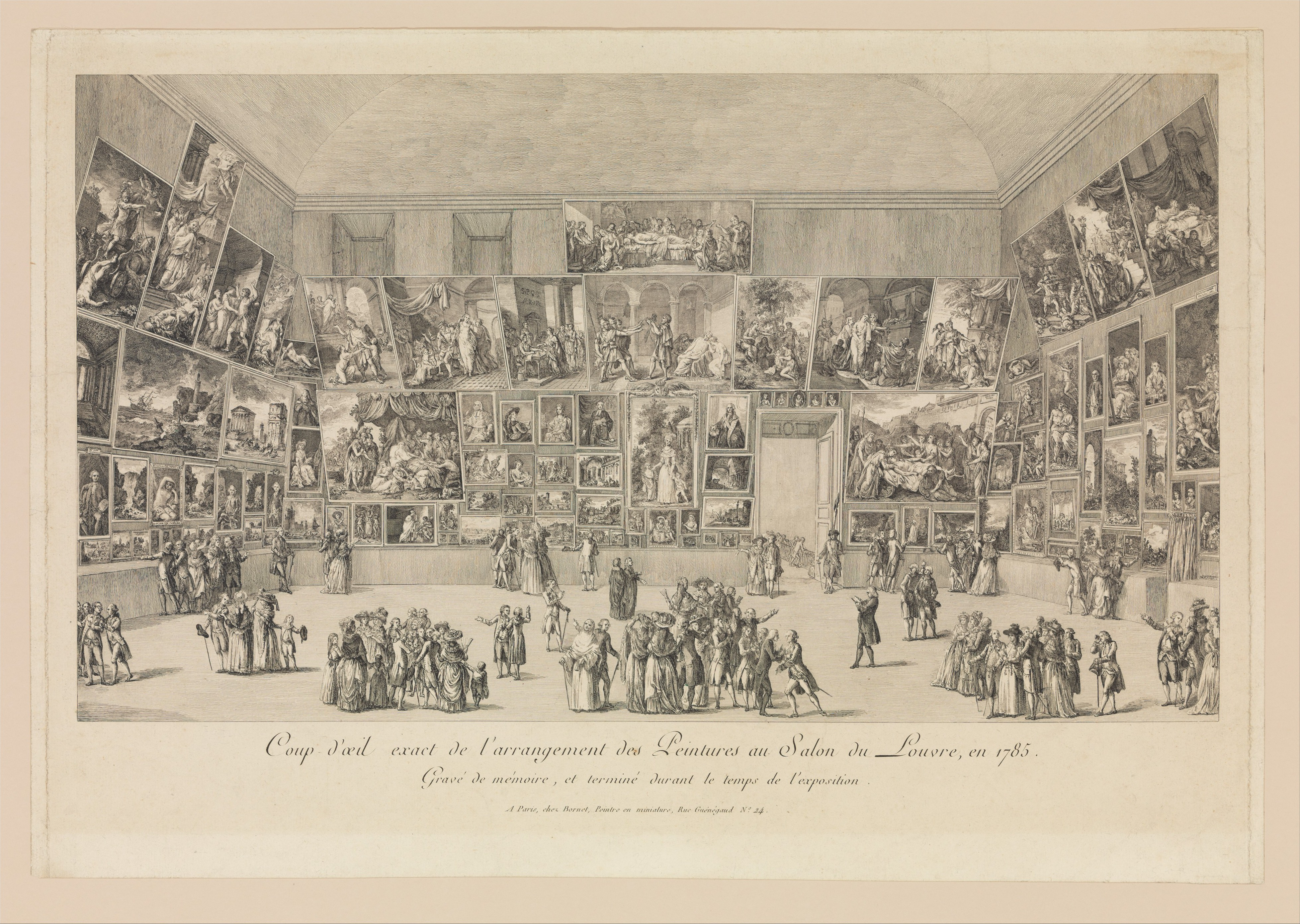
Pietro Antonio Martini, Pohled na Salon, 1785
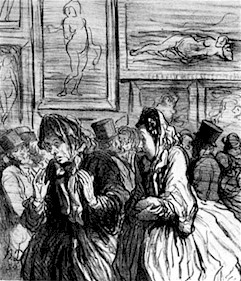
Letos opět Venuše, Honoré Daumiera jeho karikatura pohoršených měšťáků, skandalizujících obraz Venuše na Salonu, 1864
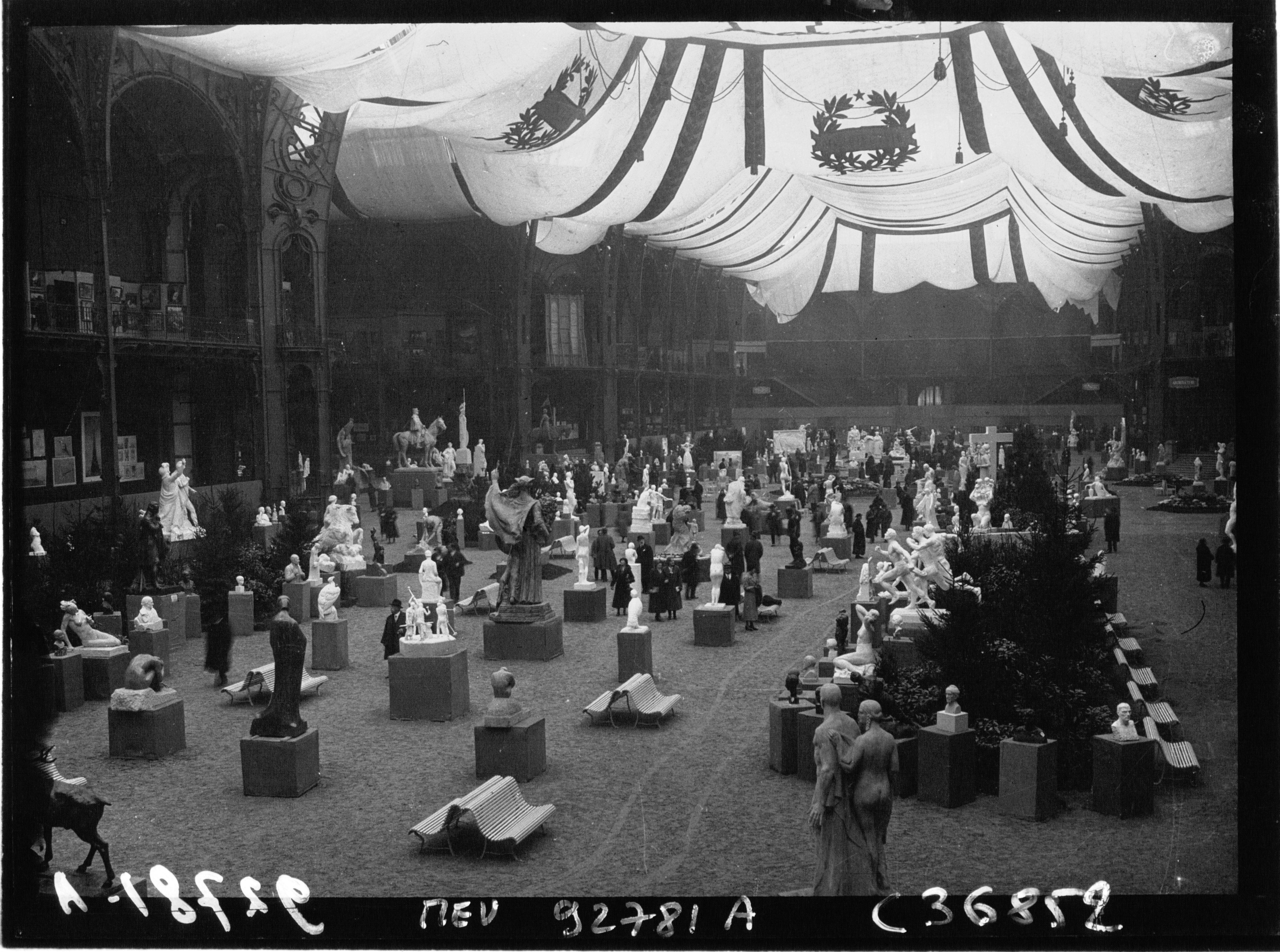
Salon francouzských umělců, 1932, Grand Palais, Paříž
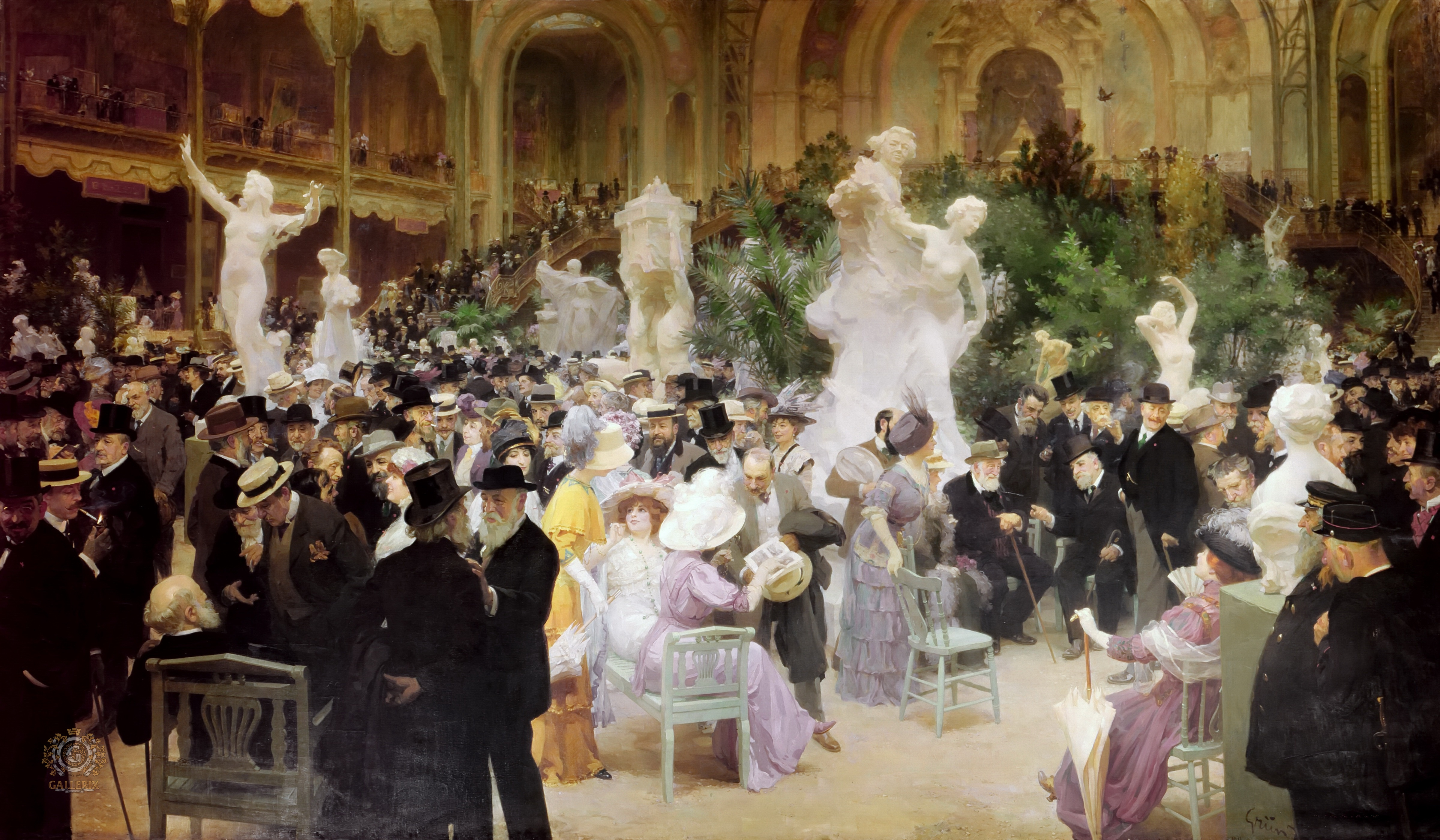
Jules-Alexandre Grün, Pohled na Salon, 1911